# Trichosanthes dieniensis
Trichosanthes dieniensis är en gurkväxtart som beskrevs av Elmer Drew Merrill och Perry. Trichosanthes dieniensis ingår i släktet Trichosanthes och familjen gurkväxter. Inga underarter finns listade i Catalogue of Life.